# Drakestraße (Berlin-Lichterfelde)
Die Drakestraße ist eine Straße im Berliner Ortsteil Lichterfelde des Bezirks Steglitz-Zehlendorf. Die Drakestraße wurde nach dem Bildhauer Johann Friedrich Drake (1805–1882) benannt, der für seine Porträtbüsten und Standbilder bekannt ist. Zu einem seiner Werke zählt die Viktoria auf der Berliner Siegessäule.

## Lage
Die Drakestraße durchquert die Ortslage Lichterfelde West des Ortsteils Lichterfelde. Die 1920 Meter lange Straße ist eine Verlängerung der Pacelli-, Thiel-, und Habelschwerdter Alleen des Ortsteils Dahlem, die Lichterfelde West mit dem Ortsteil Grunewald verbinden. Von der Kreuzung mit der Habelschwerdter Allee und der Straße Unter den Eichen verläuft die Drakestraße geradeaus bis zur Kreuzung mit der Goerzallee, wo sie in die Königsberger Straße übergeht.

## Geschichte
Die Drakestraße entstand, zusammen mit der östlich anschließenden Königsberger Straße, als Hauptverkehrsachse durch die ab 1865 geplante Villenkolonie Lichterfelde. Die beiden Straßen verbinden die Bahnhöfe Lichterfelde West an der Potsdamer Bahn und Lichterfelde Ost an der Anhalter Bahn. Der Bereich um den Bahnhof Lichterfelde West und die nördliche Drakestraße wurde als Geschäftszentrum der Villenkolonie geplant, südlich entstanden vornehmlich Stadtvillen. Die Drakestraße wurde mit importierten tropischen und subtropischen Gewächsen und Gartenanlagen gesäumt, die jedoch nicht lange dem Berliner Klima standhalten konnten.

„Die Freigebigkeit war an einzelnen Stellen, namentlich der Drakestraße, eine so verschwenderische gewesen, dass auf dem vorher kahlen Lande wie durch ein Zauber der herrlichste Park emporwuchs […] Leider sind später viele der edlen Gewächse wieder eingegangen. In dem kümmerlichen Boden und dem rauhen Klima vermochten besonders die ausländischen Pflanzen nicht fortzukommen […]“

## Institutionen
- Kulturabteilung der Botschaft der Islamischen Republik Iran in Berlin (Drakestraße 3)
- Das Steglitz-Museum befindet sich in einem denkmalgeschützten Gründerzeithaus (Drakestraße 64a)
- Goethe-Gymnasium (Drakestraße 72–74)
- Friedrich-Drake-Grundschule (Drakestraße 80)

## Bauwerke
An der Drakestraße befinden sich einige denkmalgeschützte Bauwerke, die mehrheitlich im 19. und frühen 20. Jahrhundert als Teil der Villenkolonie entstanden sind. Zwischen Mietshäusern finden sich Villen und Stadthäuser in lockerer Bebauung. Der nördliche Teil Hälfte der Straße ist von Mietshäusern und Geschäften gesäumt. Der südliche Teil ist durch Stadtvillen und das Goethe-Gymnasium geprägt.

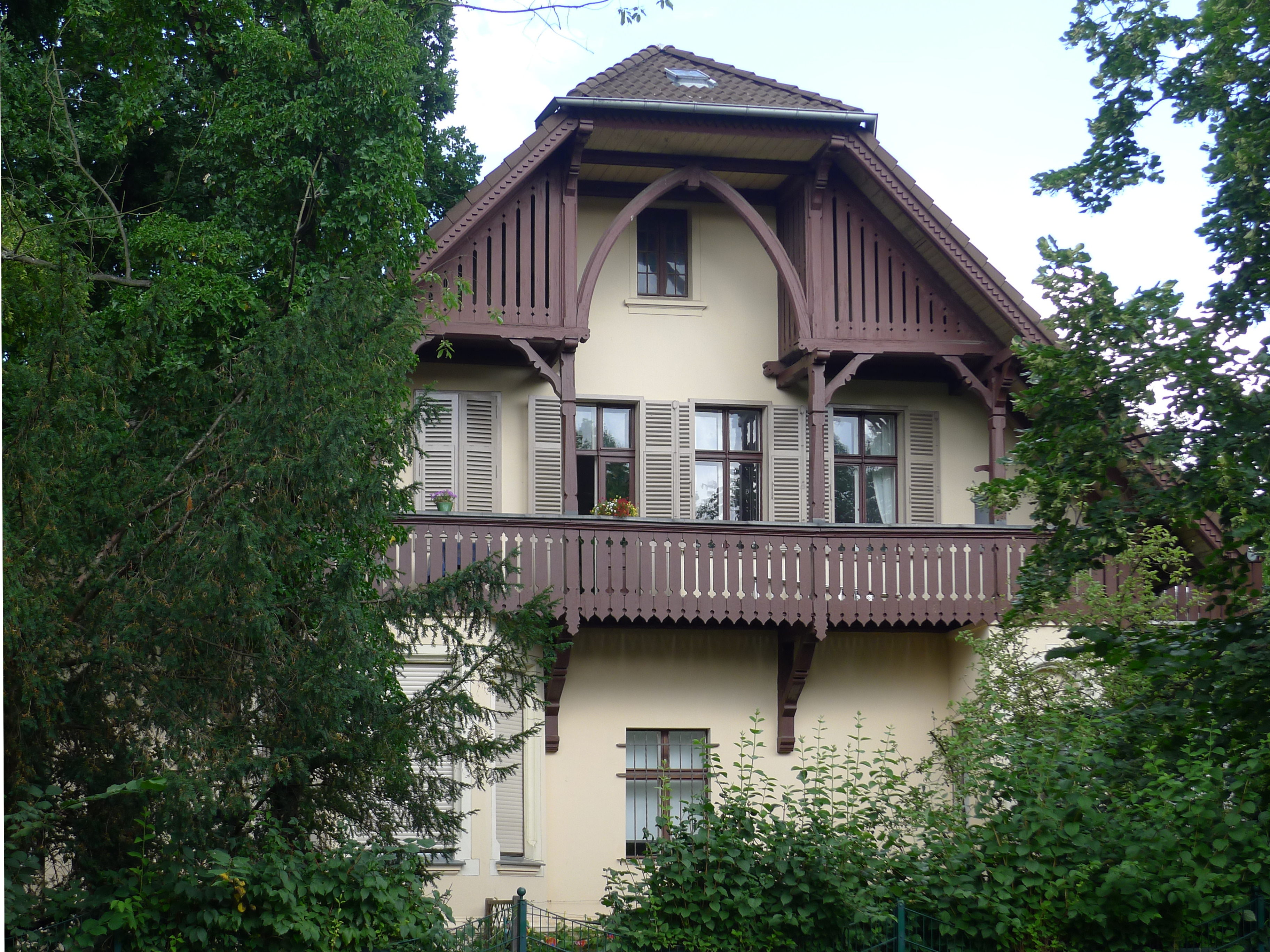
Wohnhaus Drakestraße 10 (erbaut 1896)
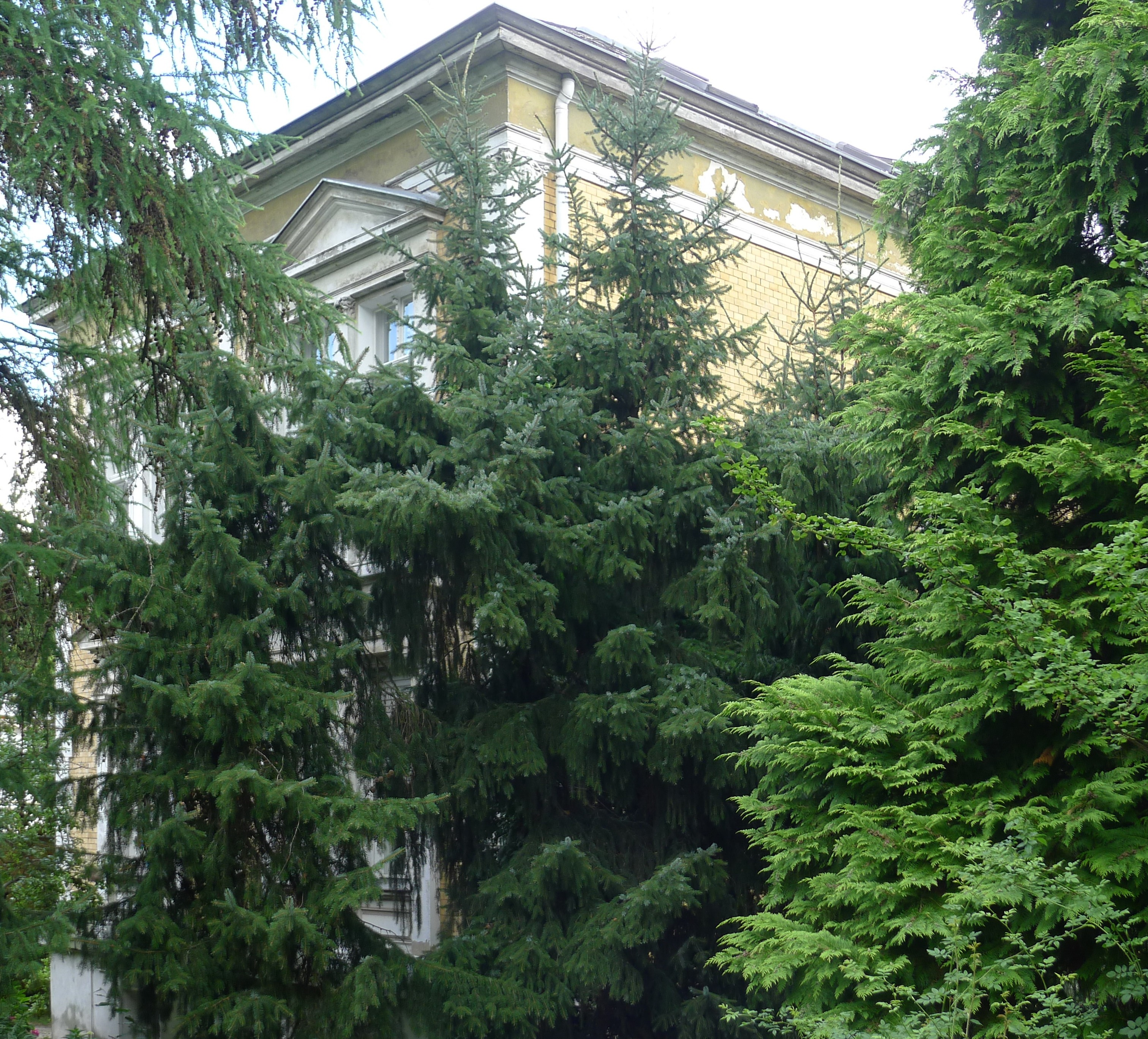
Villa Drakestraße 11 (erbaut 1891)
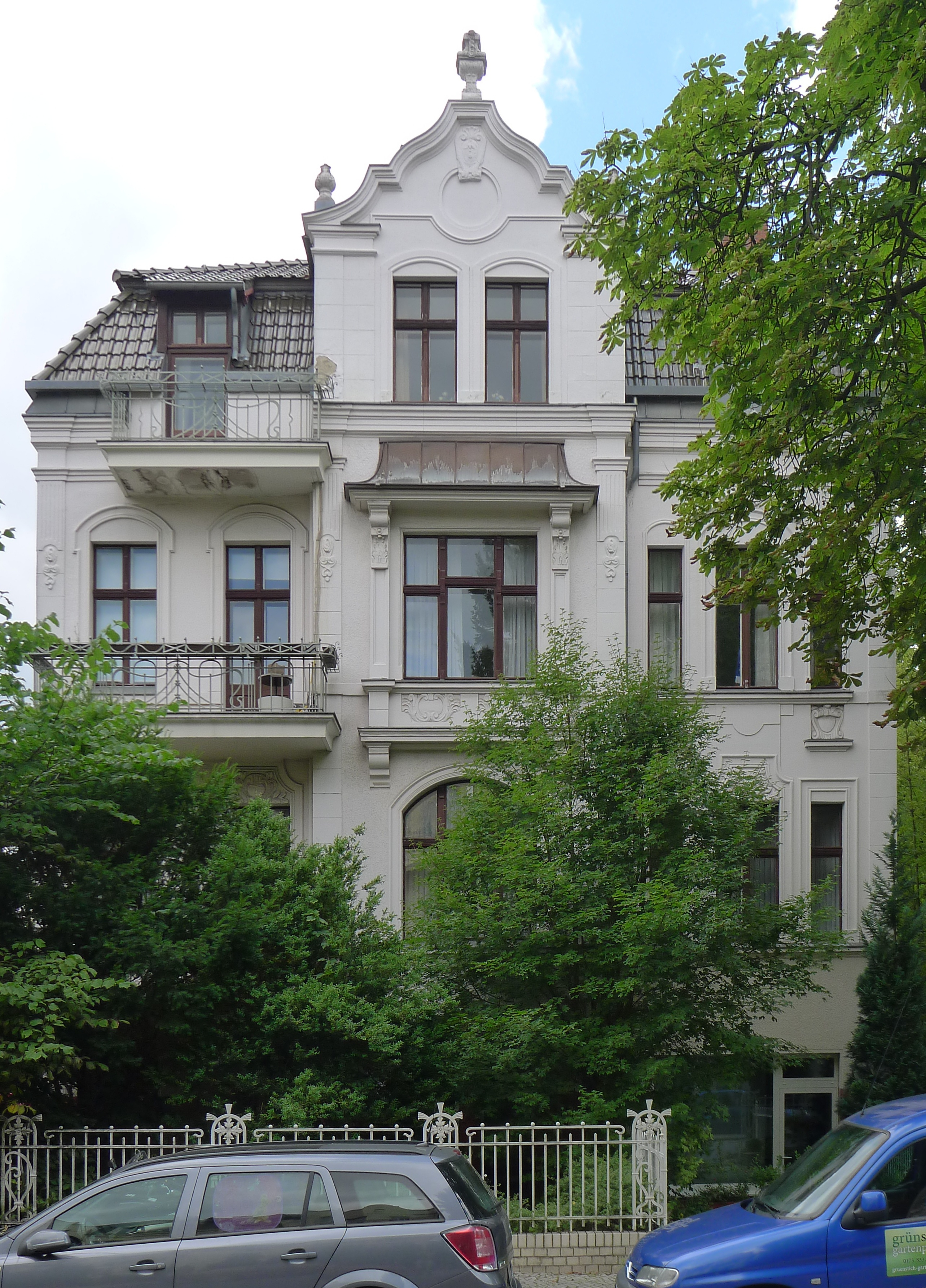
Mietshaus Drakestraße 11 (erbaut 1904)
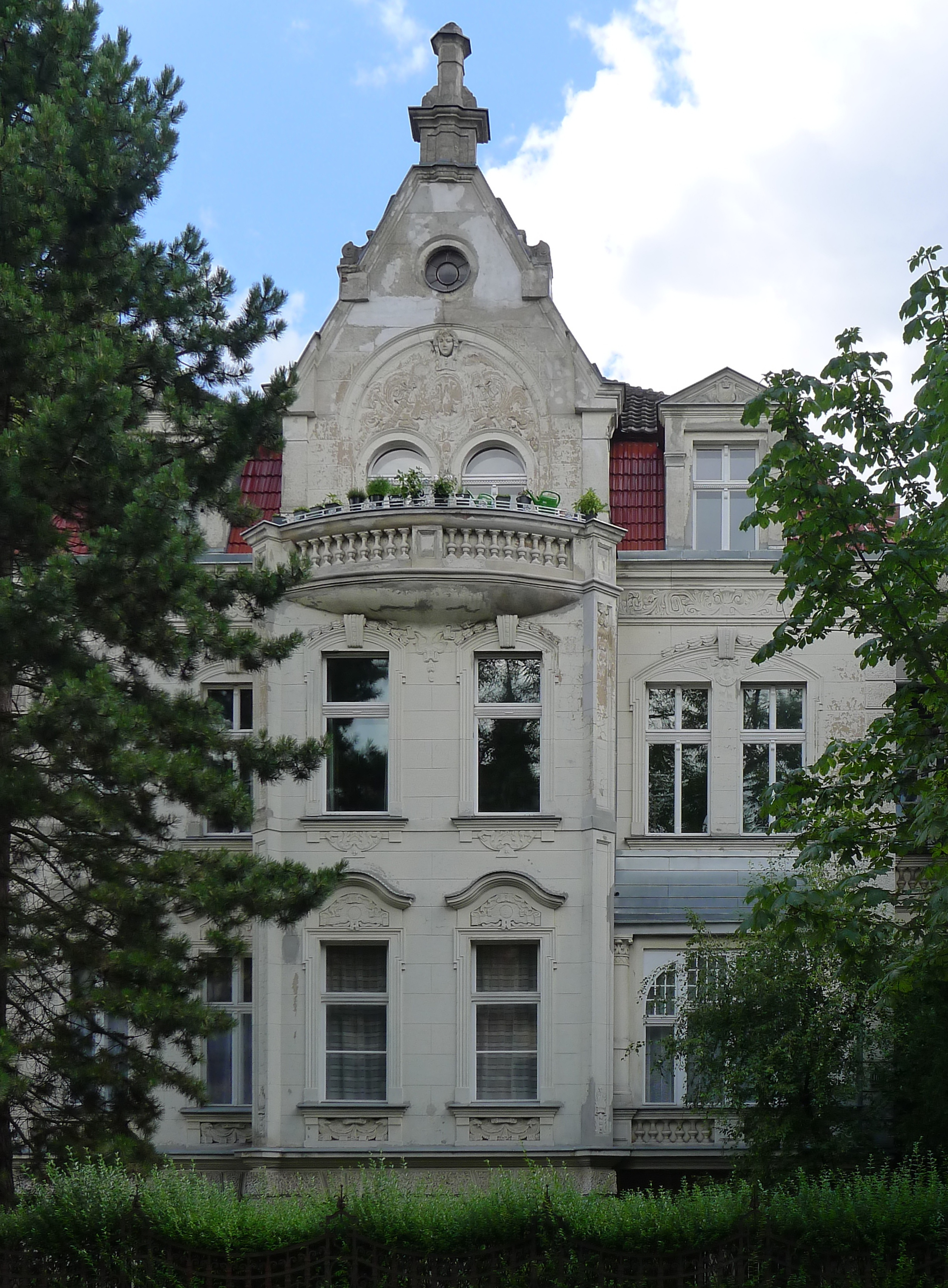
Mietshaus Drakestraße 16b (erbaut 1905)
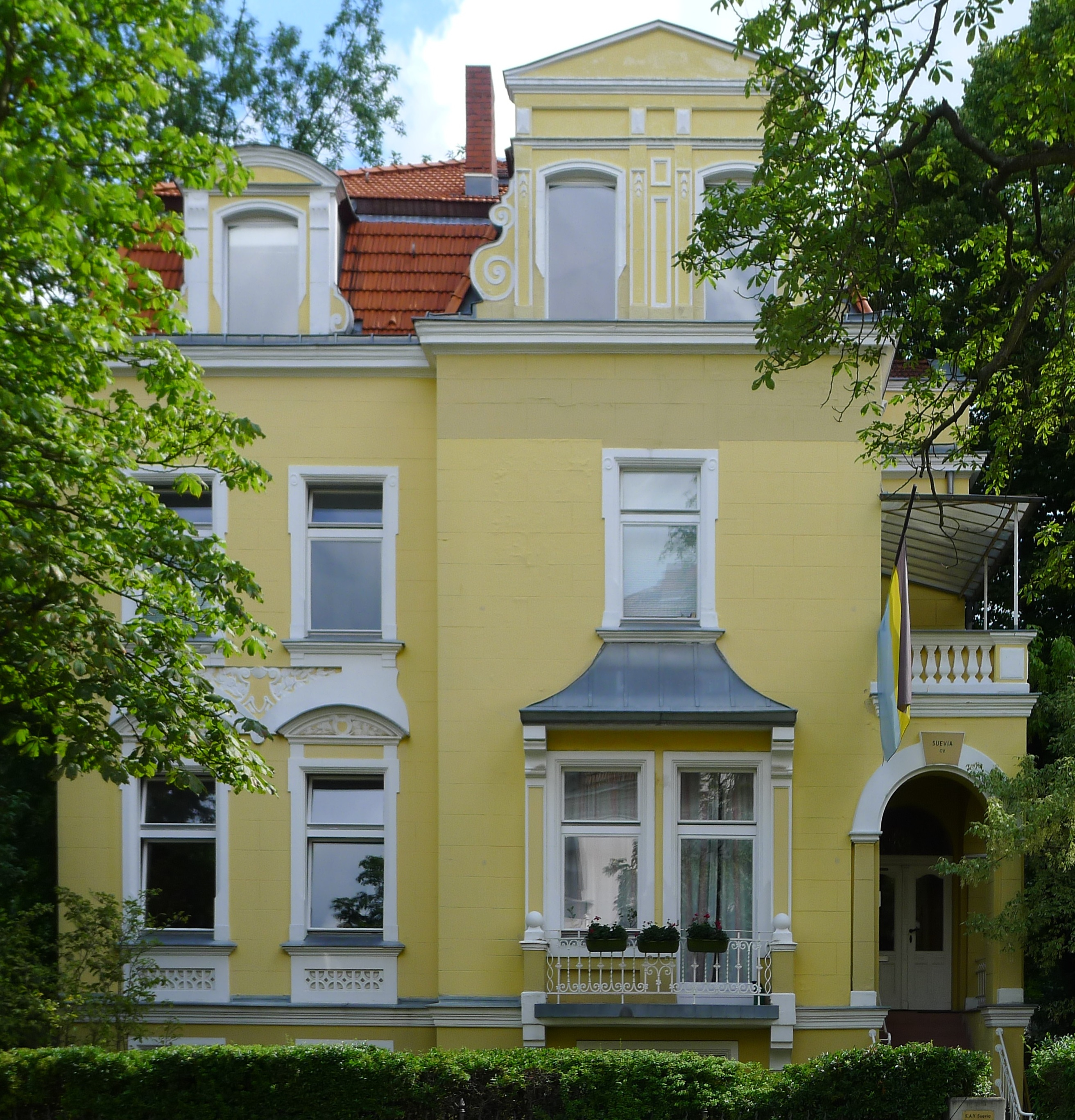
Villa Drakestraße 17 (erbaut 1904)
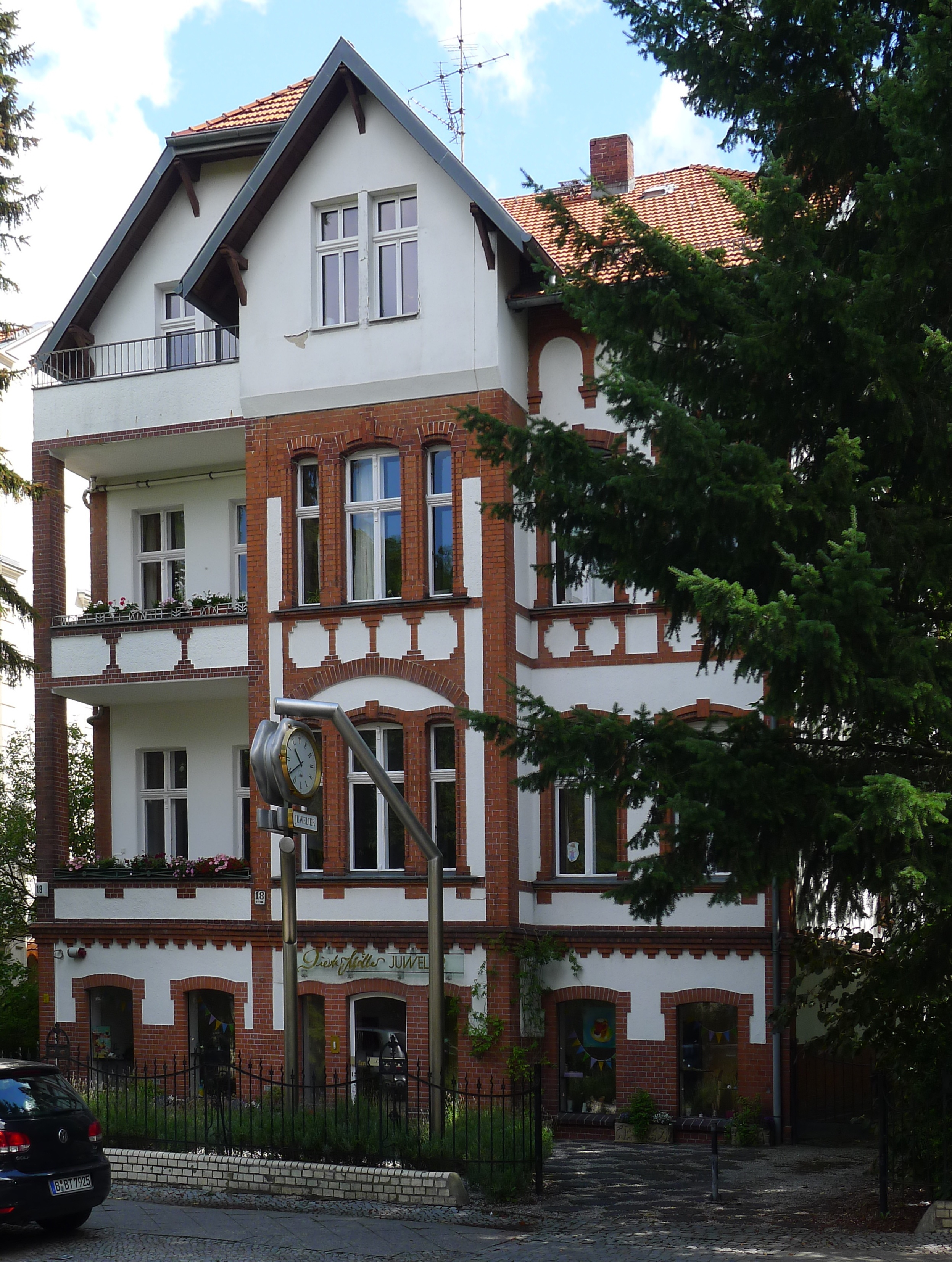
Mietshaus Drakestraße 18 (erbaut 1904)
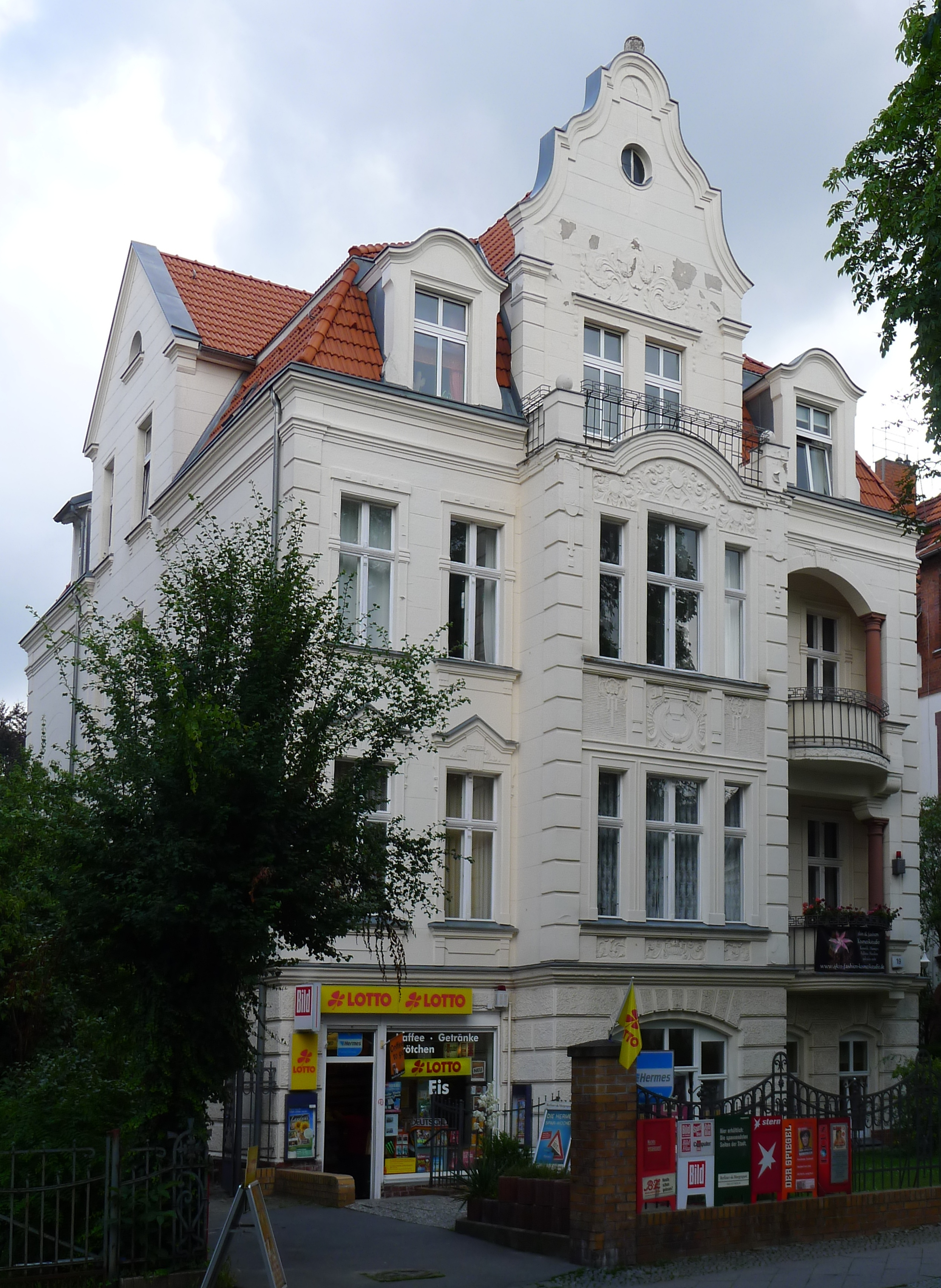
Mietshaus Drakestraße 19 (erbaut 1907)
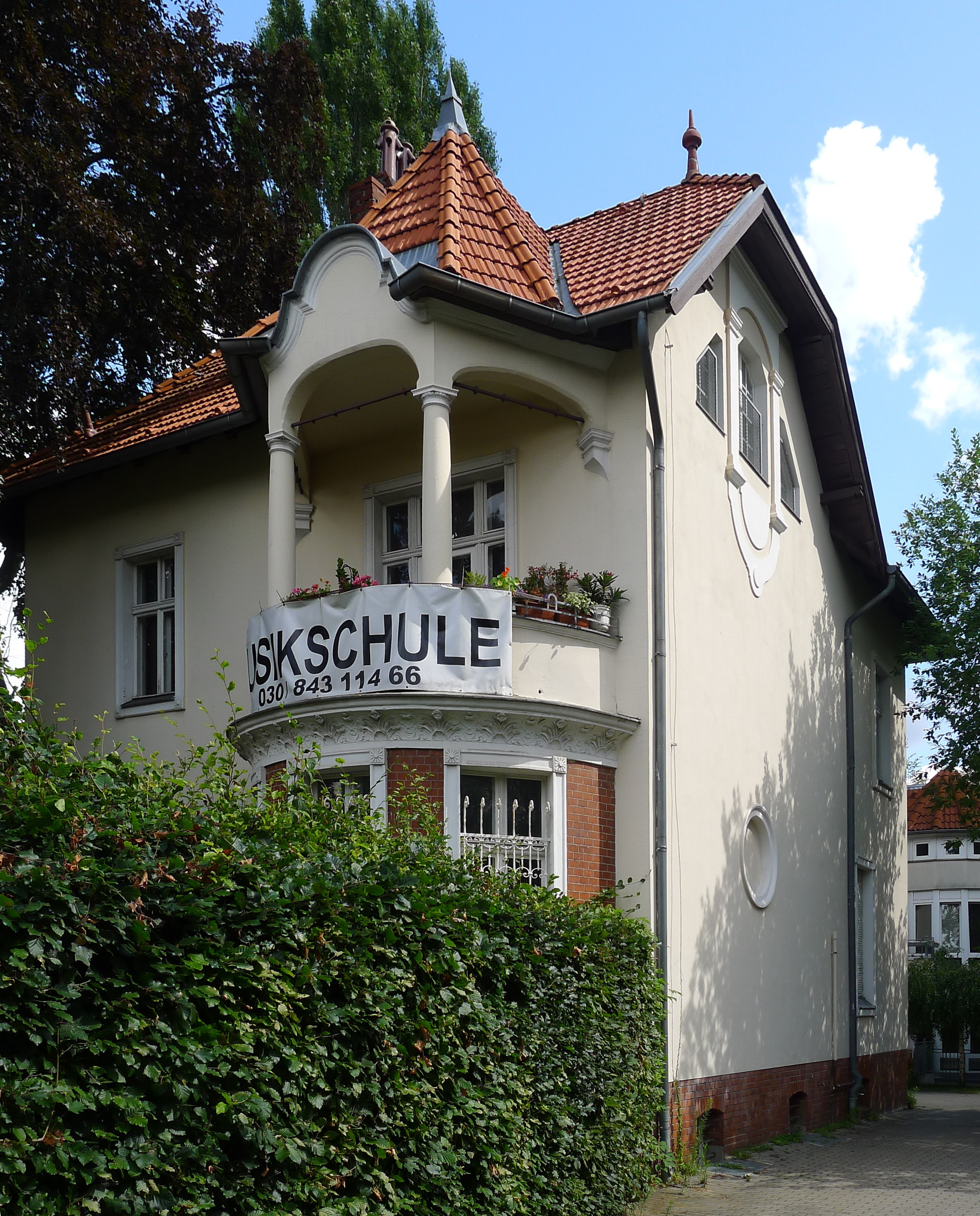
Villa Drakestraße 23 (erbaut 1895)
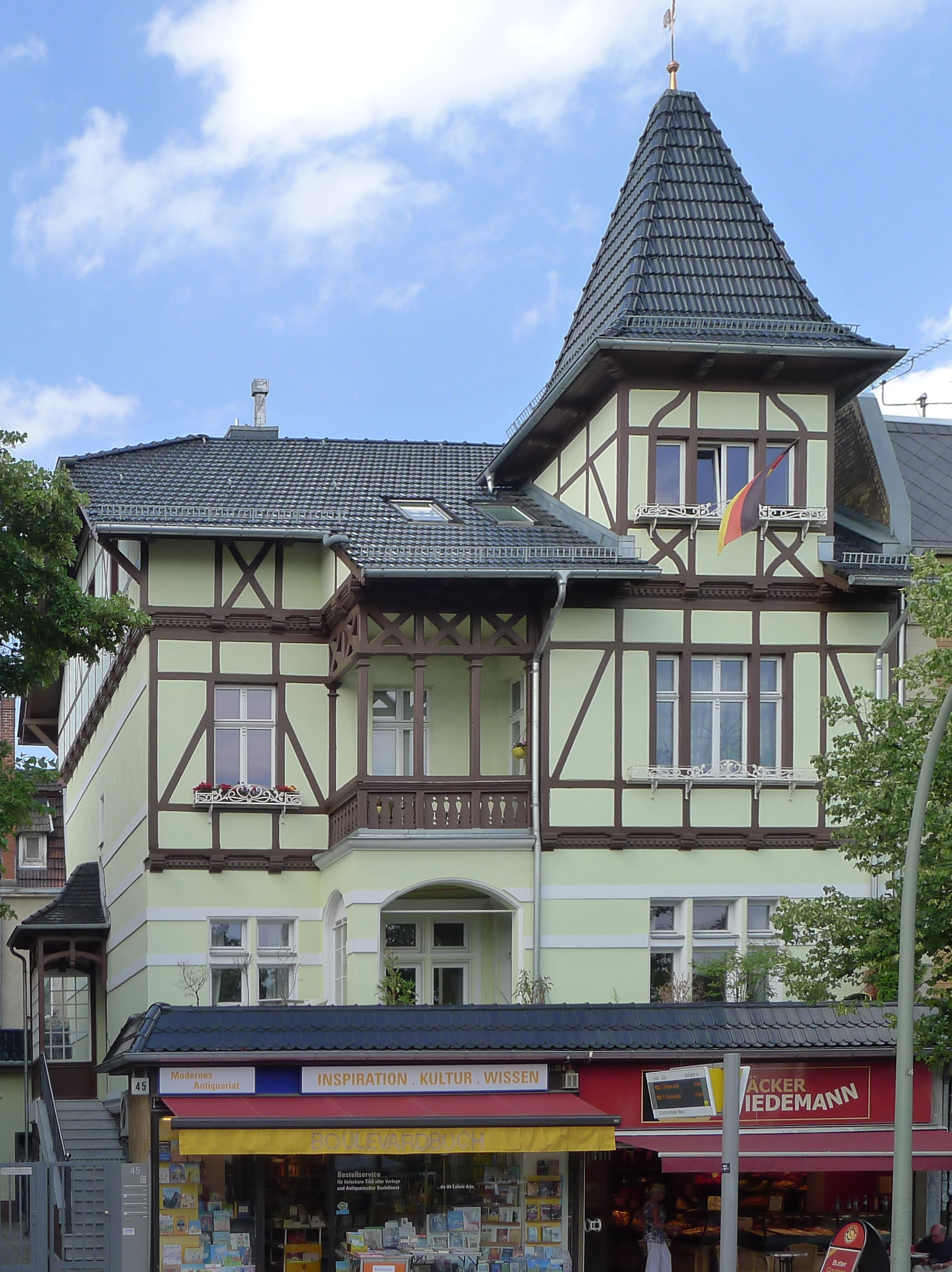
Wohnhaus Drakestraße 45 (erbaut 1893)
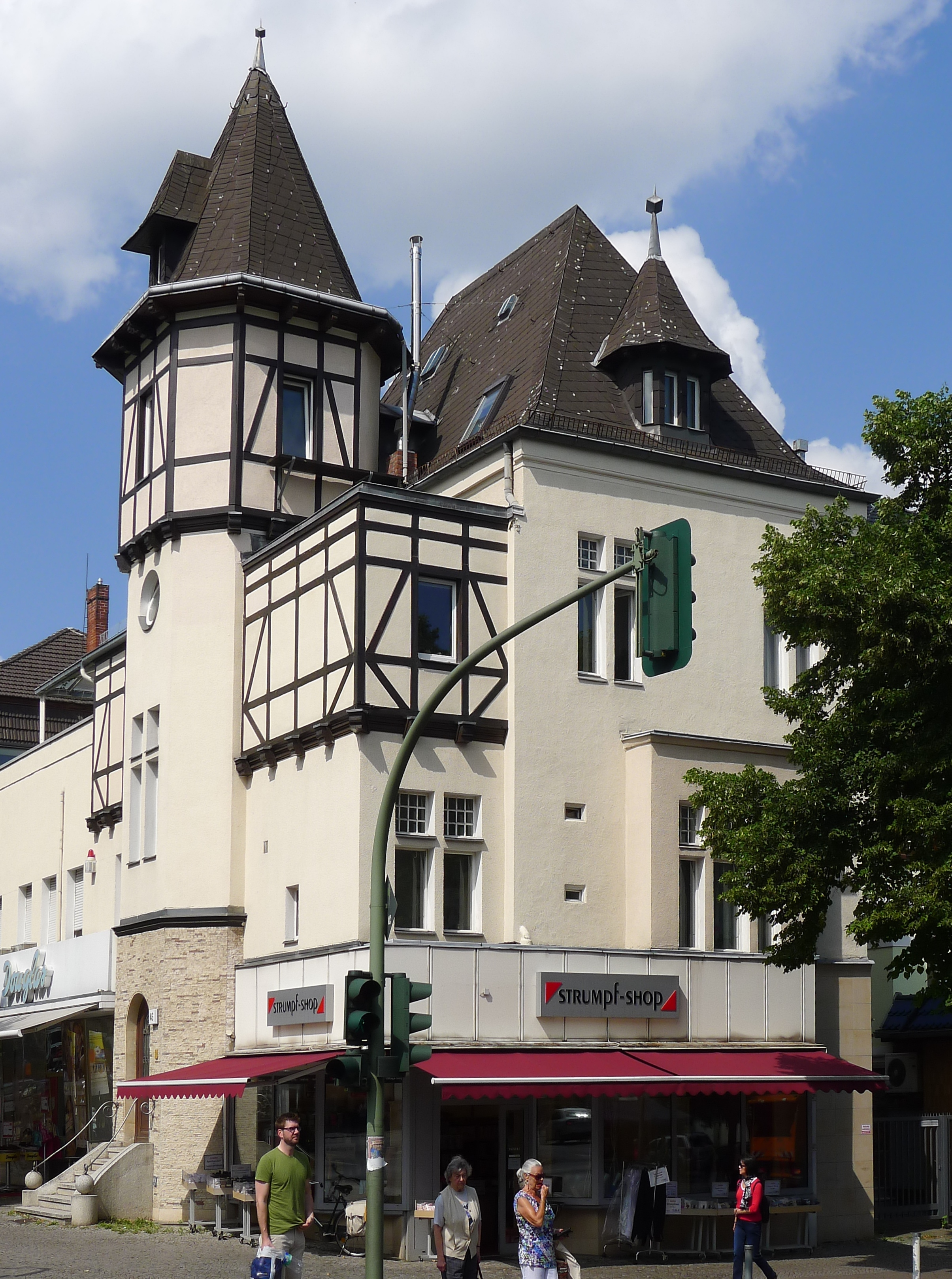
Wohnhaus Drakestraße 46 (erbaut 1894)
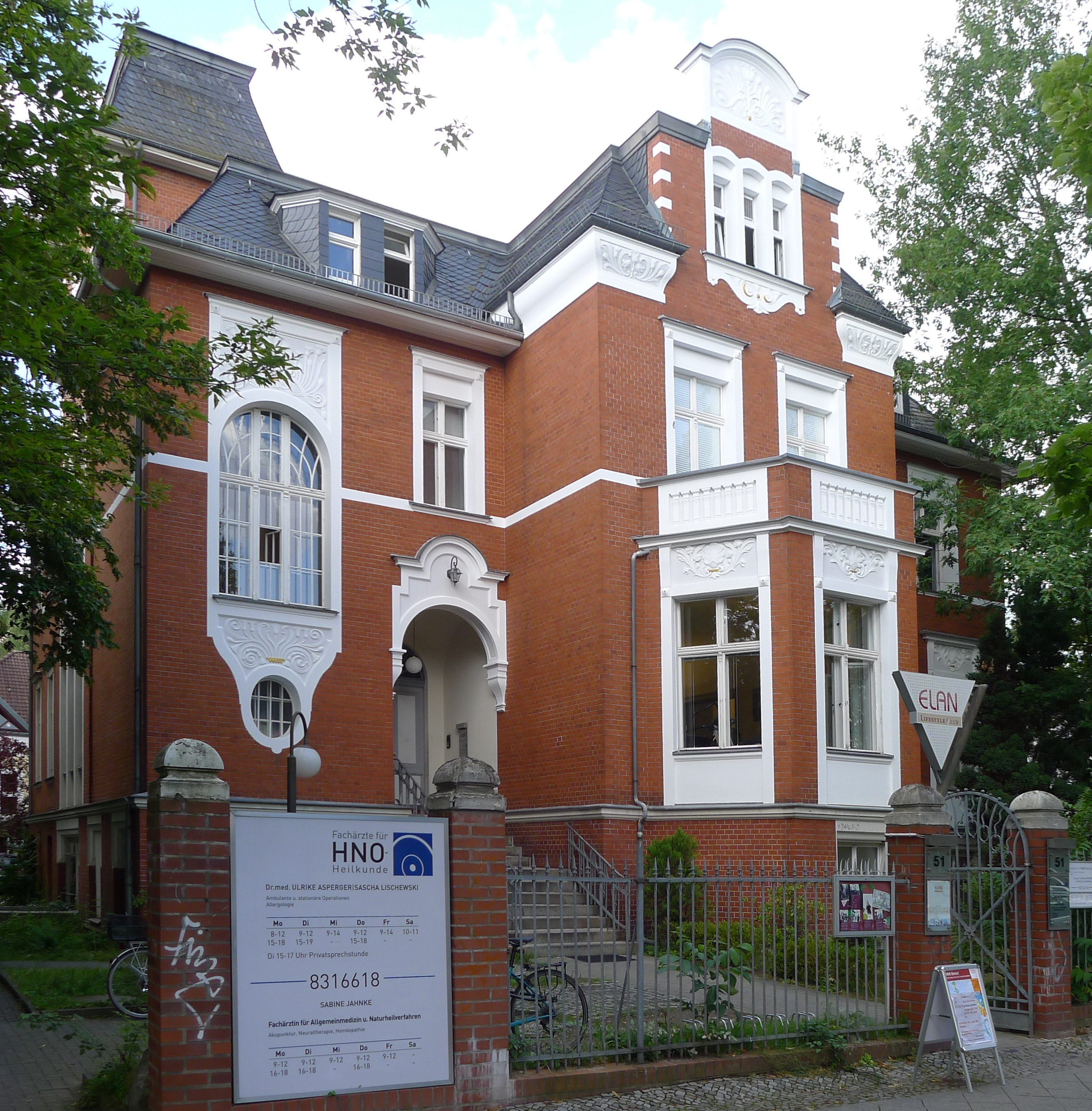
Villa Stangen, Drakestraße 51 (erbaut 1898)
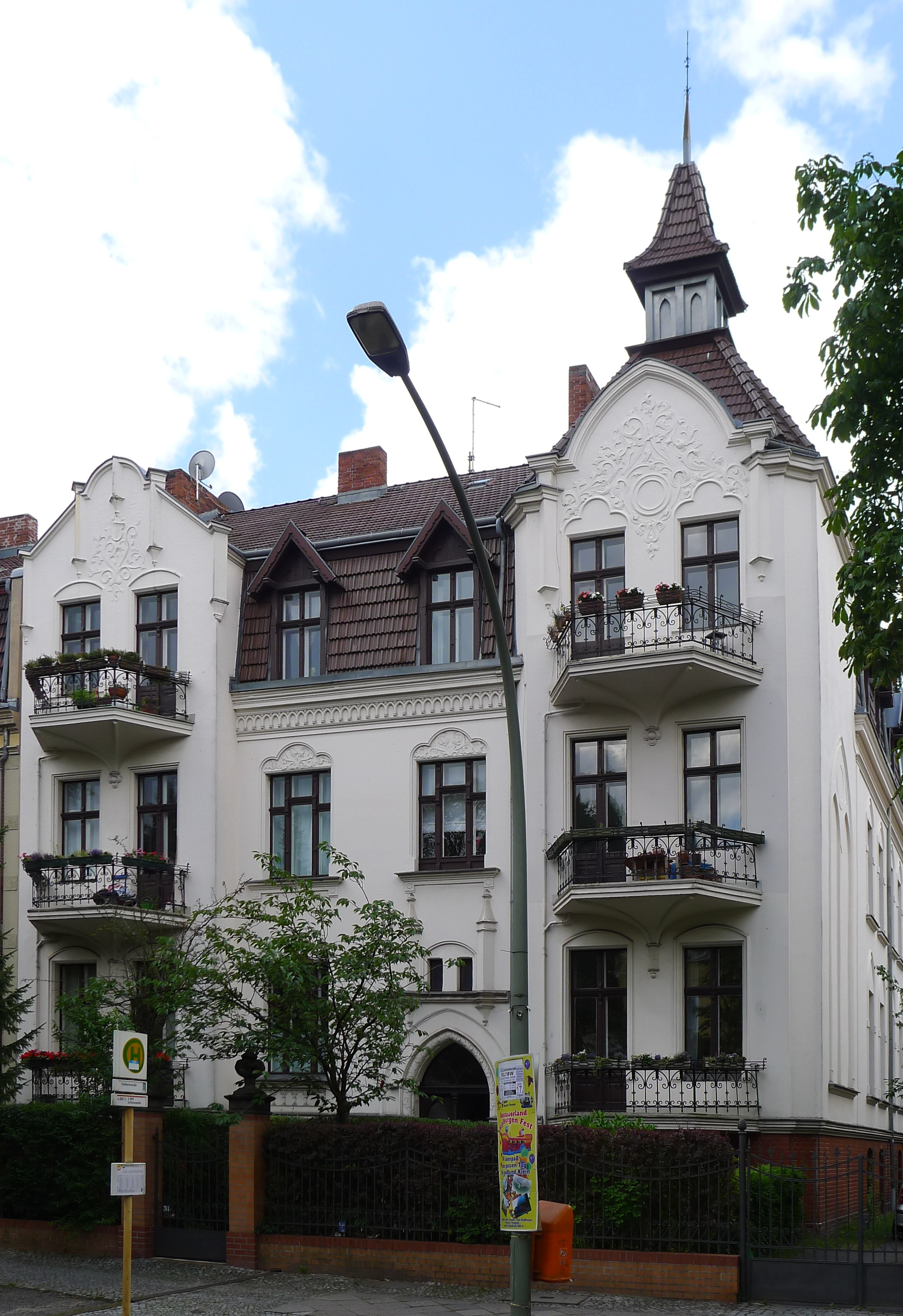
Mietshaus Drakestraße 64 (erbaut 1903)
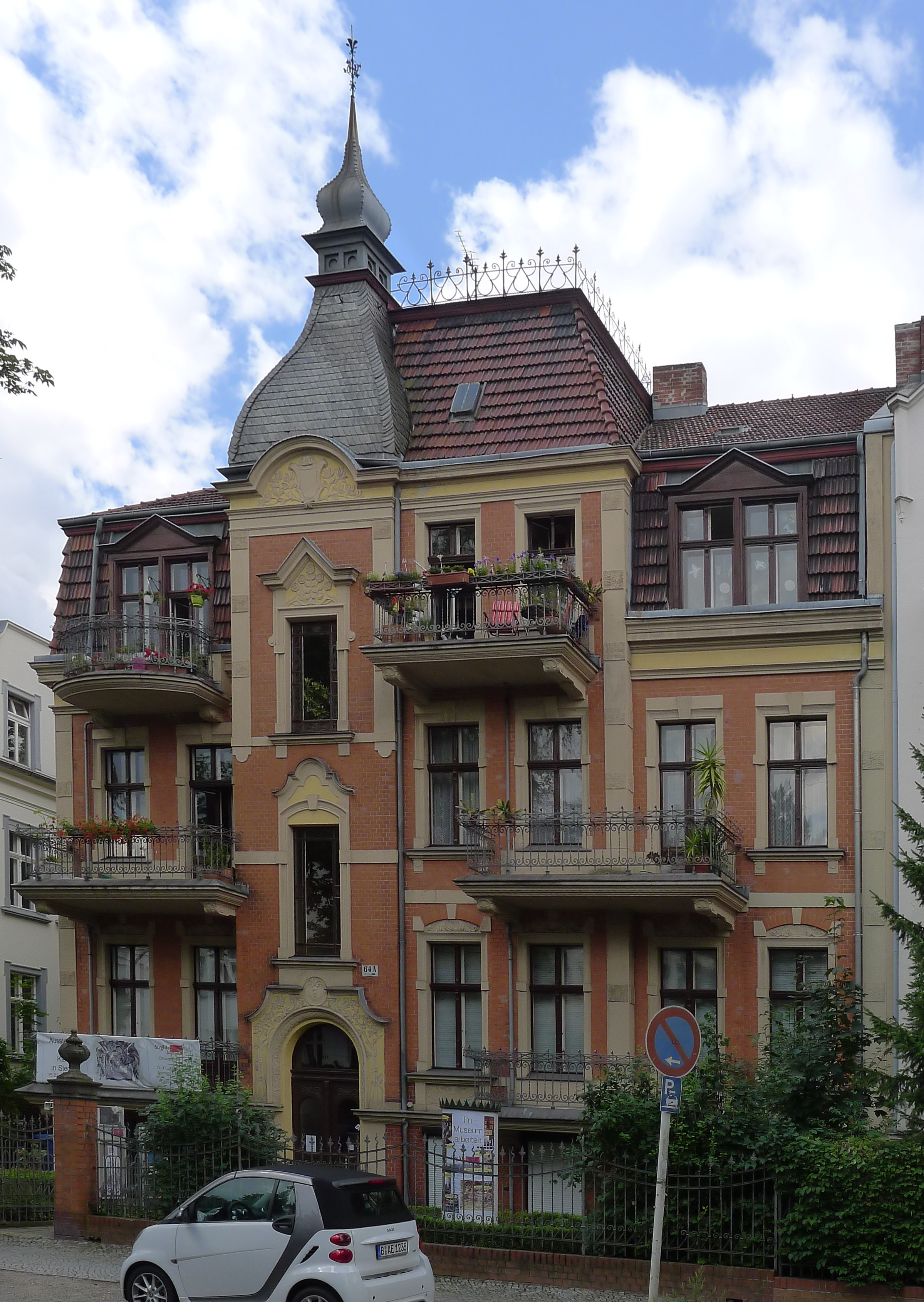
Steglitz-Museum, Drakestraße 64a (erbaut 1903)
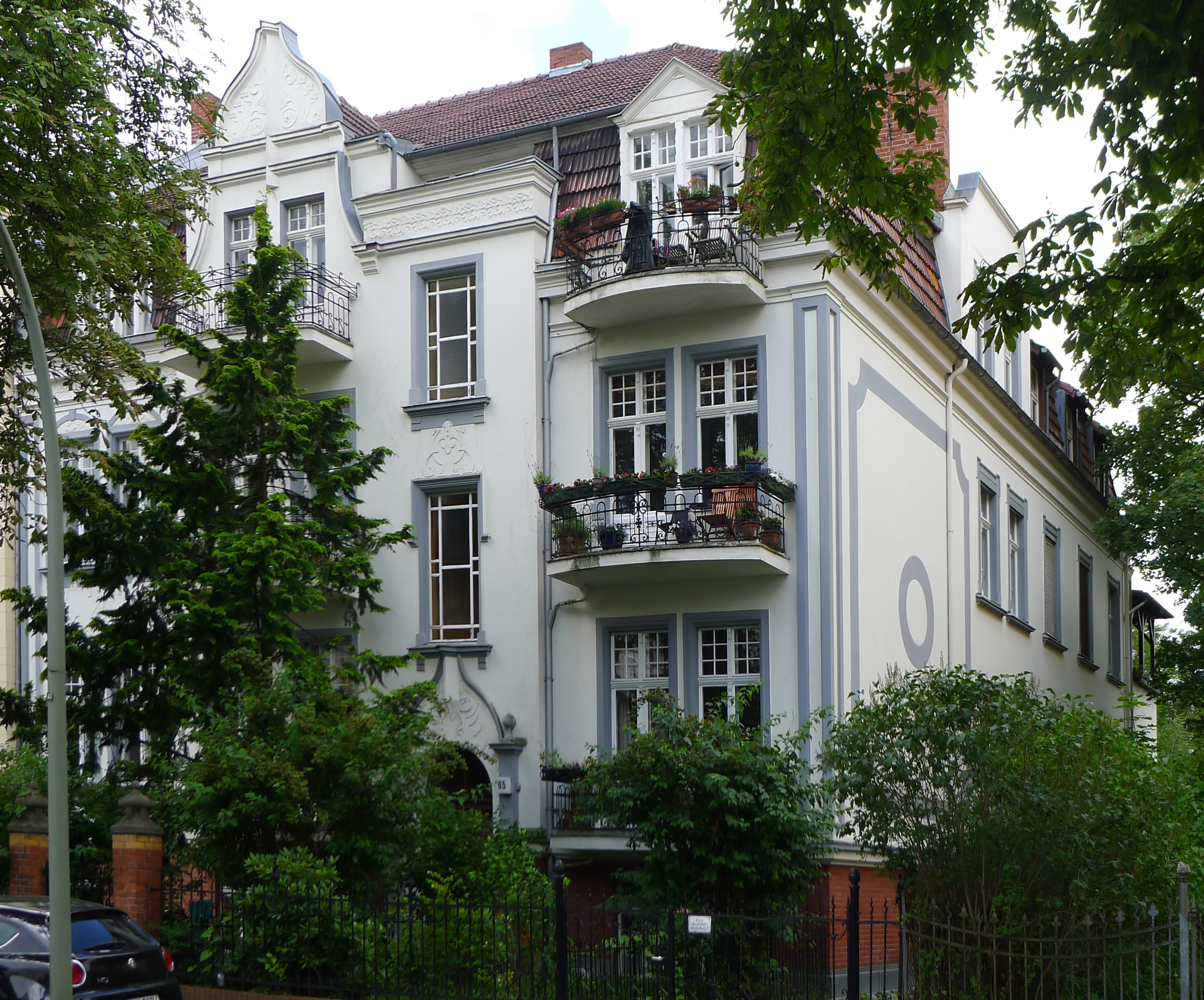
Mietshaus Drakestraße 65 (erbaut 1903)
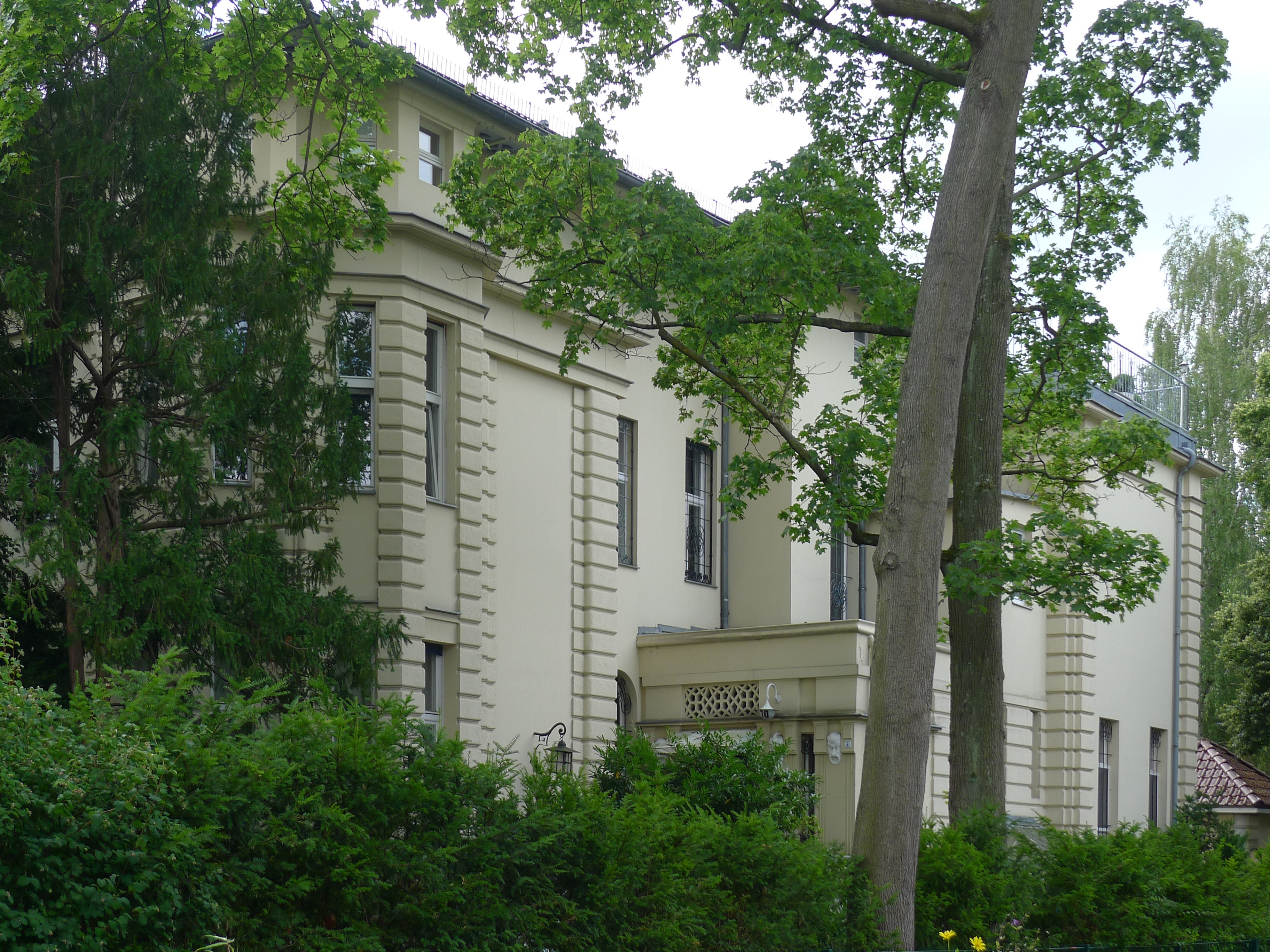
Villa Kuthe, Drakestraße 70 (erbaut 1904)
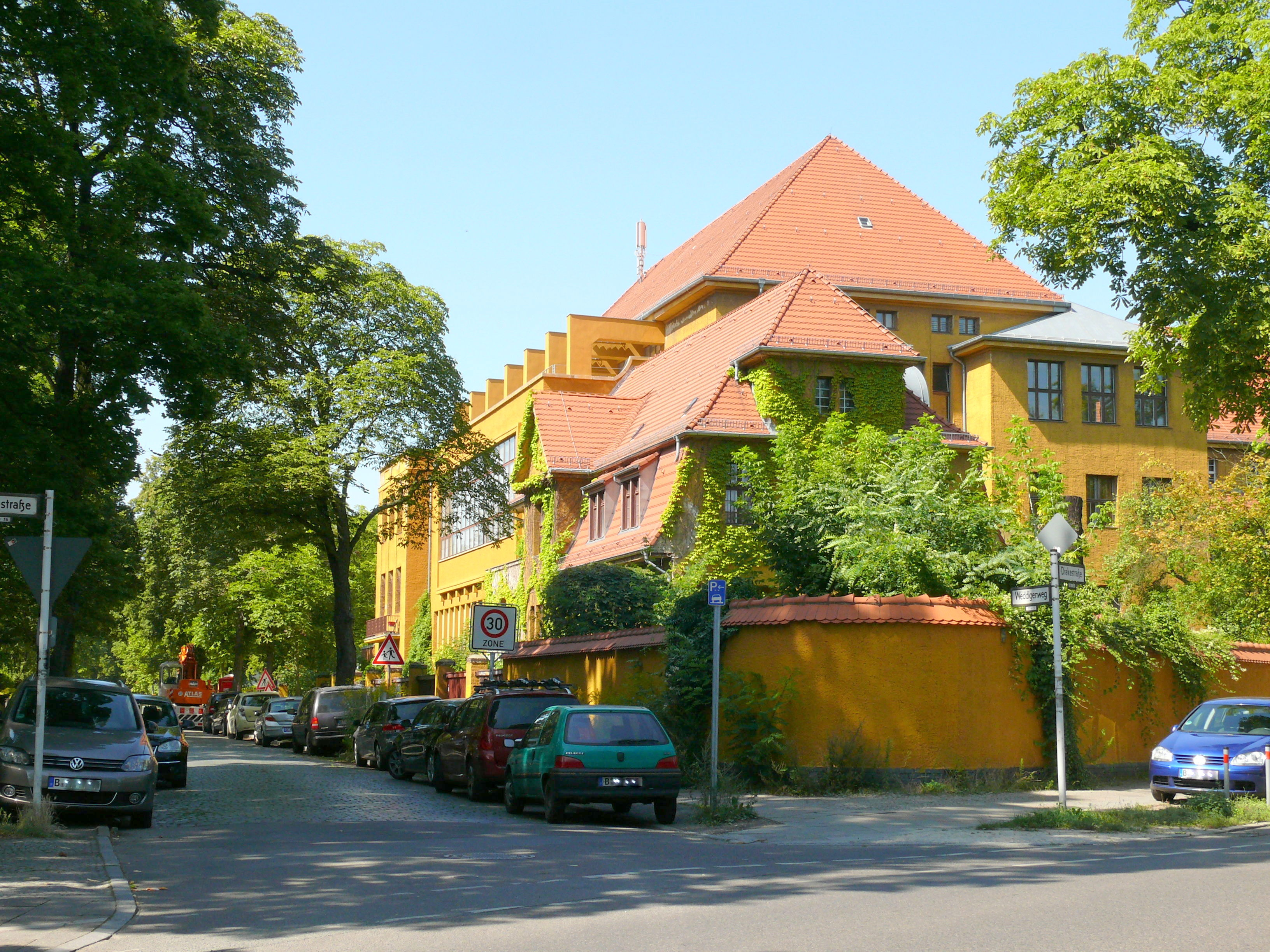
Goethe-Gymnasium, Drakestraße 72–75 (erbaut 1912)